# 恋愛楽園ピュア
『恋愛楽園ピュア』（れんあいらくえんピュア）は、徳間書店が発行していたレディースコミック誌。ENTAME増刊扱い。編集は秋水社が担当。

## 概要
2006年5月、季刊誌として創刊。連載作品には前年末に休刊した『恋愛宣言ピンキッシュ』（平和出版）の一部が引き継がれており、後に隔月刊誌に移行した。
2009年6月発売のVol.13より、判型をそれまでのA5判から新書判に縮小。その後2010年4月17日発売のVol.24を以って休刊した。同年6月16日、大都社より後継誌である隔月刊誌『恋愛宣言Pinky』が創刊。掲載陣もそちらに移行している。

## 主な連載作
- ハムの手帳（鹿嶋ヒロオ）
- 変わらない君でいて（相田早智子）